# Tabletă Internet

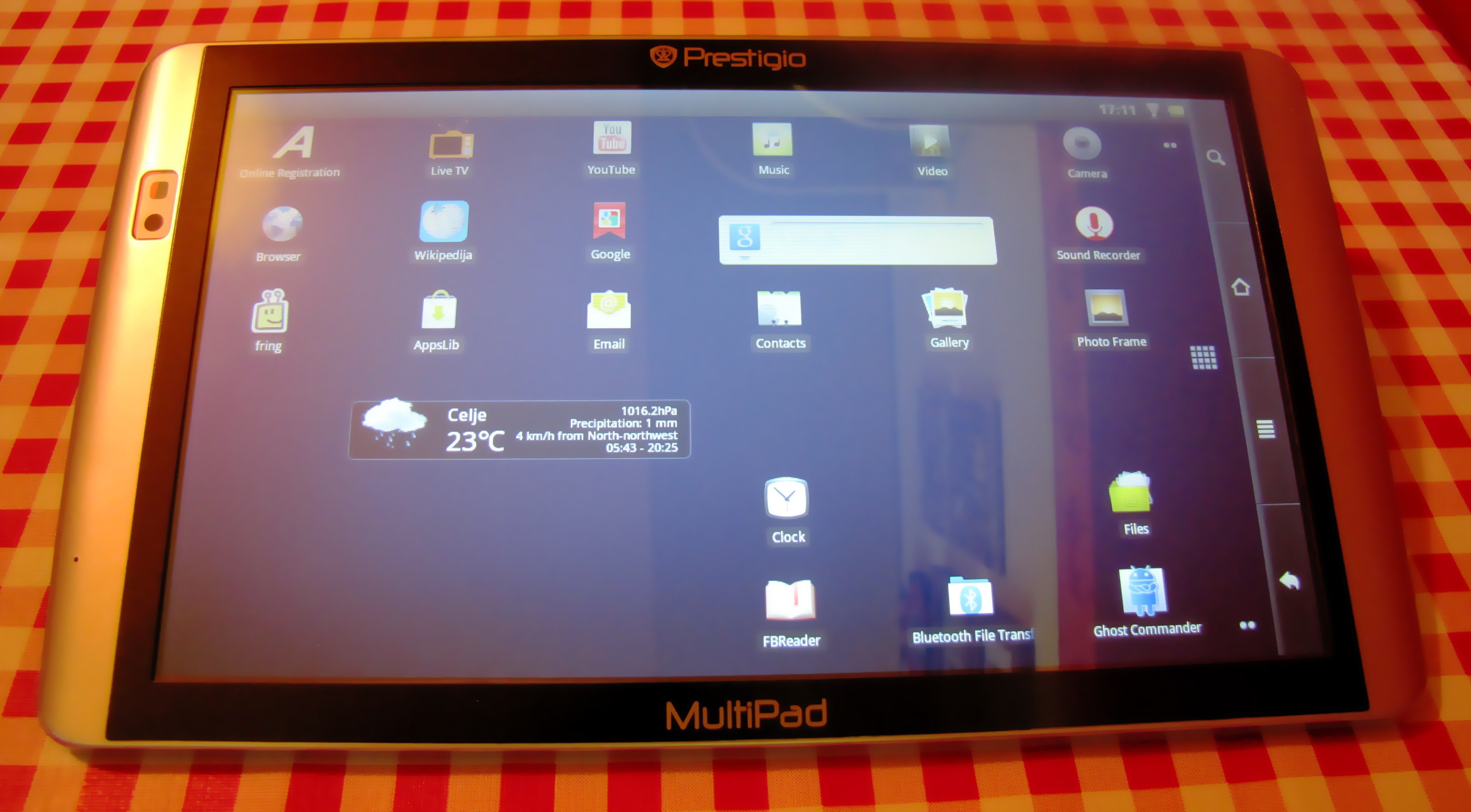
Tableta Internet Prestigio MultiPad PMP7100C

Tableta Internet (din engleză de la Internet tablet) este un tip constructiv al unei game de calculatoare portabile și mobile (= conectabile fără fir la rețeaua de telefonie mobilă) numite în general „tabletă”, cu specificul că sunt concepute în special pentru accesarea Internetului și afișarea de conținut multimedia. Este vorba de dispozitive Internet mobile (Mobile Internet Devices, MID) cu următoarele trăsături:
- Trăsături generale ale tabletelor:
  - Ecran relativ mare (cu diagonala începând de la cca 22 cm = 9 țoli), poate fi ținut cu una sau ambele mâini; sensibil la atingere (touchscreen); color; bună rezoluție
  - Nu dispun de tastatură. La nevoie este afișată pe ecran o tastatură virtuală.
  - Nu dispun de disc dur și nici de unitate de CD/DVD/Blu-ray. Dispune de obicei de un SSD (disc virtual, electronic).
  - Conectivitate fără fir la Internet prin Wi-Fi (WLAN), GSM (telefonie mobilă celulară) sau UMTS
  - Acces la aplicații multimediale de genul TV web, Radio web dar și TV prin DVB-T etc.
  - Posibilități restrânse de conectare la aparate / dispozitive suplimentare; uneori USB; uneori interfață Bluetooth.
  - Deseori unitate de carduri de memorie flash de ex. de tip SD sau SDHC
  - Unele modele dispun de 1 sau chiar 2 camere de luat vederi
  - Ca sursă de energie tabletele folosesc acumulatoare de mare capacitate
  - Tot hardwareul calculatorului este construit și integrat în spatele ecranului
  - Cu toate astea are o grosime acceptabilă și o greutate mică
- În plus, trăsături specifice tabletelor Internet:
  - Utilizatorul are acces limitat sau chiar inexistent, atât la sistemul de operare cât și la alte aplicații decât cele menționate mai sus
  - (eventual:) dimensiuni și greutate mai mici decât la tabletele standard